# 大頦尖唇魚
大頦尖唇魚，為輻鰭魚綱鱸形目隆頭魚亞目隆頭魚科的其中一種，分布於西印度洋的紅海及亞丁灣海域，棲息深度1-20公尺，體長可達20公分，棲息在珊瑚礁區，生活習性不明。

## 擴展閱讀
維基物種上的相關：大頦尖唇魚